# 邑楽町立邑楽中学校
邑楽町立邑楽中学校（おうらちょうりつ おうらちゅうがっこう）は、群馬県邑楽郡邑楽町にある公立中学校。通称は「邑中」（おっちゅう）。

## 沿革
- 1967年4月1日 - 中野、高島、長柄中学校を統合、邑楽中学校として3教場で授業開始
- 1969年4月2日 - 本校舎及び屋内運動場竣工式ならびに開校式挙行
- 1985年4月1日 - 邑楽中学校より邑楽町立邑楽南中学校が分離・創立
- 1989年8月24日 - 全国中学校サッカー大会3位入賞

## 部活動
運動部：バスケットボール、バレーボール、卓球、水泳、柔道、剣道、体操、バドミントン、陸上競技、ソフトテニス、サッカー、野球、ソフトボール
文化部：吹奏楽、演劇、家庭科、美術、パソコン

## 学区
- 群馬県邑楽郡邑楽町1〜21,33,34区

## 交通
- 東武鉄道小泉線本中野駅より徒歩15分

## 主な卒業生
- 外処茅優(柔道家、2018年世界ジュニア44kg級優勝)